# Elisa Schlott
Elisa Johanna Luicie Schlott (Berlino, 7 febbraio 1994) è un'attrice tedesca. Nota per il ruolo di Elena di Baviera nella serie televisiva L'imperatrice trasmesso su Netflix.
Le sue sorellastre più giovani sono le attrici  Emilia Pieske, Helena Pieske.

## Filmografia

### Cinema
- DrauBen am See, regia di Felix Fuchssteiner (2009)
- Giulias Verschwinden, regia di Christoph Schaub (2009)
- Fliegende Fische mussen ins Meer, regia di Guzin Kar (2011)
- Das Wochenende, regia di Nina Grosse (2012)
- Spieltrieb, regia di Gregor Schnitzler (2013)
- Agnieszka, regia di Tomasz Emil Rudzik (2014)
- Le assaggiatrici, regia di Silvio Soldini (2025)

### Televisione
- Polizeiruf 110 – serie TV, episodio 37x02 (2008)
- Tatort – serie TV, 1 episodio (2015)
- Marie Brand – serie TV, episodio 1x15 (2015)
- The Vanishing (Das Verschwinden) – miniserie TV, 4 puntate (2017)
- Colpevoli (Schuld)– serie TV, episodio 3x02 (2019)
- Il respiro della libertà (Ein Hauch von Amerika) – miniserie TV, 6 puntate (2021)
- Das Boot – serie TV, 8 episodi (2022)
- L'imperatrice (Die Kaiserin) – serie TV, 4 episodi (2022-incorso)